# Zagrożenie (film)
Zagrożenie – polski film psychologiczny z 1976 roku oparty na procesie Herminy Braunsteiner-Ryan – byłej strażniczki obozu koncentracyjnego na Majdanku.

## Opis fabuły
Rok 1972. Maria wyrusza do Nowego Jorku jako świadek w procesie Gertrudy Steiner – byłej strażniczki KL na Majdanku. Jest świadkiem koronnym oskarżenia. Obrońca wywiera brutalny nacisk na Marię, mimo to składa zeznania. Zapada zaskakujący wyrok – Steiner zostaje deportowana z USA. Oficer śledczy i prokurator składają rezygnację w proteście przeciw metodom, jakimi prowadzone są procesy zbrodniarzy hitlerowskich.

## Obsada
- Halina Winiarska – Maria Kamińska
- Jerzy Przybylski – Irving, obrońca Steiner
- Teresa Szmigielówna – oskarżona Gertruda Steiner
- Tadeusz Białoszczyński – sędzia
- Marian Glinka – oficer śledczy Bernard
- Tadeusz Schmidt – prokurator, oskarżyciel Gertrudy Steiner
- Jerzy Moes – dziennikarz
- Jerzy Braszka – dziennikarz
- Zofia Grąziewicz – pielęgniarka
- Wanda Stanisławska-Lothe – sąsiadka Steiner
- Jack Recknitz – dziennikarz

i inni